# Gare de Marignier
La gare de Marignier est une gare ferroviaire française de la ligne de La Roche-sur-Foron à Saint-Gervais-les-Bains-Le Fayet, située sur le territoire de la commune de Marignier, dans le département de la Haute-Savoie, en région Auvergne-Rhône-Alpes.
Elle est mise en service en 1890 par la Compagnie des chemins de fer de Paris à Lyon et à la Méditerranée (PLM). C'est une gare voyageurs et marchandises de la Société nationale des chemins de fer français (SNCF) desservie par les trains de la ligne L3 du RER transfrontalier Léman Express et des trains TER Auvergne-Rhône-Alpes.

## Situation ferroviaire
Établie à 474 mètres d'altitude, la gare de Marignier est située au point kilométrique (PK) 17,685 de la ligne de La Roche-sur-Foron à Saint-Gervais-les-Bains-Le Fayet, entre les gares de Bonneville et de Cluses.
Située sur une ligne à voie unique, c'est une gare d'évitement qui dispose d'une deuxième voie pour le croisement des trains et d'un faisceau de voies pour les marchandises.

## Histoire

### Histoire de la gare
La gare de Marignier est mise en service le 1er juin 1890 par la Compagnie des chemins de fer de Paris à Lyon et à la Méditerranée (PLM) lorsqu'elle ouvre à l'exploitation la section de La Roche-sur-Foron à Cluses. L'inauguration de la ligne et des gares intermédiaires de Saint-Pierre-en-Faucigny, Bonneville et Marignier, a lieu le 15 juin 1890.

### Historique de desserte
- 20 novembre 2006 : mise en service des rames automotrices à deux niveaux de la série Z 23500 de la SNCF entre Genève-Eaux-Vives et Saint-Gervais-les-Bains-Le Fayet.
- 9 décembre 2007 : mise en service de la première phase de l'horaire cadencé sur l'ensemble du réseau TER Rhône-Alpes et donc pour l'ensemble des circulations ferroviaires régionales.
- 27 novembre 2011 : dernier jour de la circulation Genève-Eaux-Vives et Saint-Gervais-les-Bains-Le Fayet pour cause de fermeture provisoire de la gare des Eaux-Vives en vue du projet de la ligne CEVA.
- 14 décembre 2019 : la relation quotidienne Saint-Gervais-les-Bains-Le Fayet ↔ Lyon-Part-Dieu (via Sallanches - Combloux - Megève – Cluses – Bonneville – La Roche-sur-Foron – Annemasse – Bellegarde – Culoz – Ambérieu-en-Bugey) devient saisonnière (uniquement les samedis d'hiver)[4].
- 15 décembre 2019 : mise en service des rames automotrices Léman Express Coppet ↔ Saint-Gervais-les-Bains-Le Fayet (via Genève-Cornavin, Annemasse et La Roche-sur-Foron).

## Service des voyageurs

### Accueil
Gare SNCF, elle dispose d'un bâtiment voyageurs ouvert tous les jours. Elle est équipée d'un automate pour l'achat de titres de transport.

### Desserte
Depuis le 15 décembre 2019, la gare de Marignier est desservie :
- par la ligne L3 du Léman Express sur la relation Coppet ↔ Genève-Cornavin ↔ Annemasse ↔ La Roche-sur-Foron ↔ Saint-Gervais-les-Bains-Le Fayet[6].

- par des trains TER Auvergne-Rhône-Alpes sur les relations :
  - Bellegarde ↔ Annemasse ↔ La Roche-sur-Foron ↔ Cluses ↔ Saint-Gervais-les-Bains-Le Fayet (en provenance de Lyon-Part-Dieu les samedis d'hiver) ;
  - Annecy ↔ La Roche-sur-Foron ↔ Cluses ↔ Saint-Gervais-les-Bains-Le Fayet.

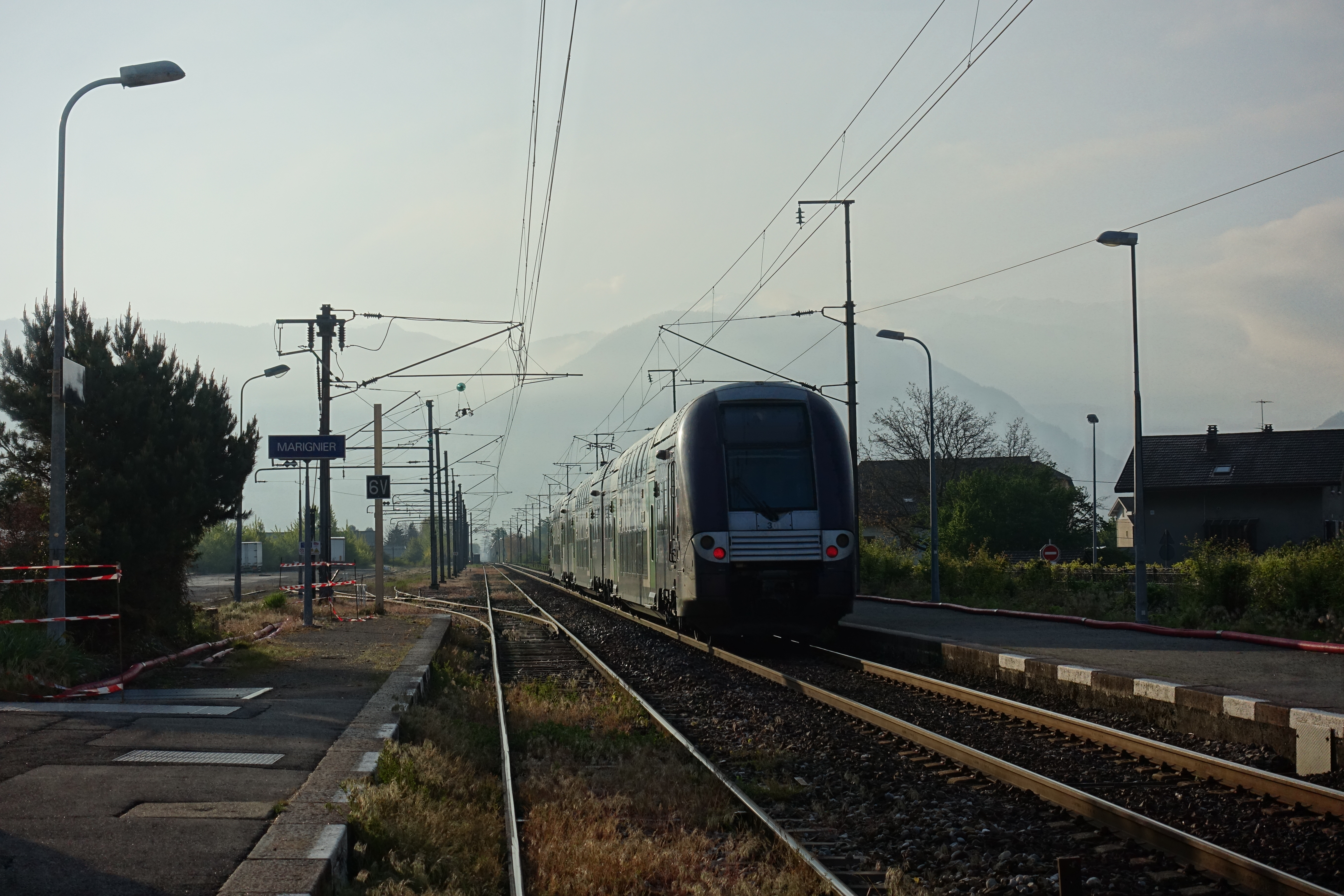
TER à Marigner.

### Intermodalité
Un parc pour les vélos et un parking sont aménagés à ses abords. La gare est desservie par les lignes de bus 1 et 2 du réseau urbain Arv'i et par lignes F et G du réseau intercommunal Proxim'iTi.

## Service des marchandises
La gare de Marignier est ouverte au service Fret SNCF pour des trains massifs.